# Nossa Senhora da Ajuda (freguesia)
Nossa Senhora da Ajuda é uma antiga freguesia portuguesa, simultaneamente dos concelhos de Setúbal e de Palmela. No entanto, as Memórias Paroquiais de 1758 integram a freguesia no concelho (atual município) de Setúbal.
De acordo com as Memórias Paroquiais de 1758, a freguesia contava, nessa altura, com as irmandades e altares de Santo António, Santo Amaro, Nossa Senhora da Saúde, Nossa Senhora do Rosário e Santa Luzia instaladas nas igrejas, um "porto de mar em sítio ameno e aprazível", cujas "embarcações que frequentam o dito porto são iates, barcos de pesca e de navego e navios mercantes", e 74 fogos, desconhecendo-se o número de vizinhos, moradores e "pessoas de sacramento(s)". Para além disso, partilhava com as freguesias de São Julião e São Sebastião a Casa da Saúde, "onde ancoram as embarcações para serem visitadas pelo guarda-mor da saúde e seu escrivão, na forma do estilo".
O Prior da freguesia tinha como rendimentos 10 mil réis em dinheiro e uma renda certa em géneros, tendo como padroeiro São Pedro.
Devido ao facto de ser filiada tanto da freguesia de Santa Maria de Palmela e da Nossa Senhora da Anunciada, em Setúbal, e da sua parca população, a freguesia foi extinta em 1850, sendo integrada na freguesia de Nossa Senhora da Anunciada.

## Património
- Capela de São Pedro de Alcube
- Forte de São Filipe
- Forte de Albarquel
- Porto de Mar
- Casa da Saúde[4]